# Hanna Judkiwska

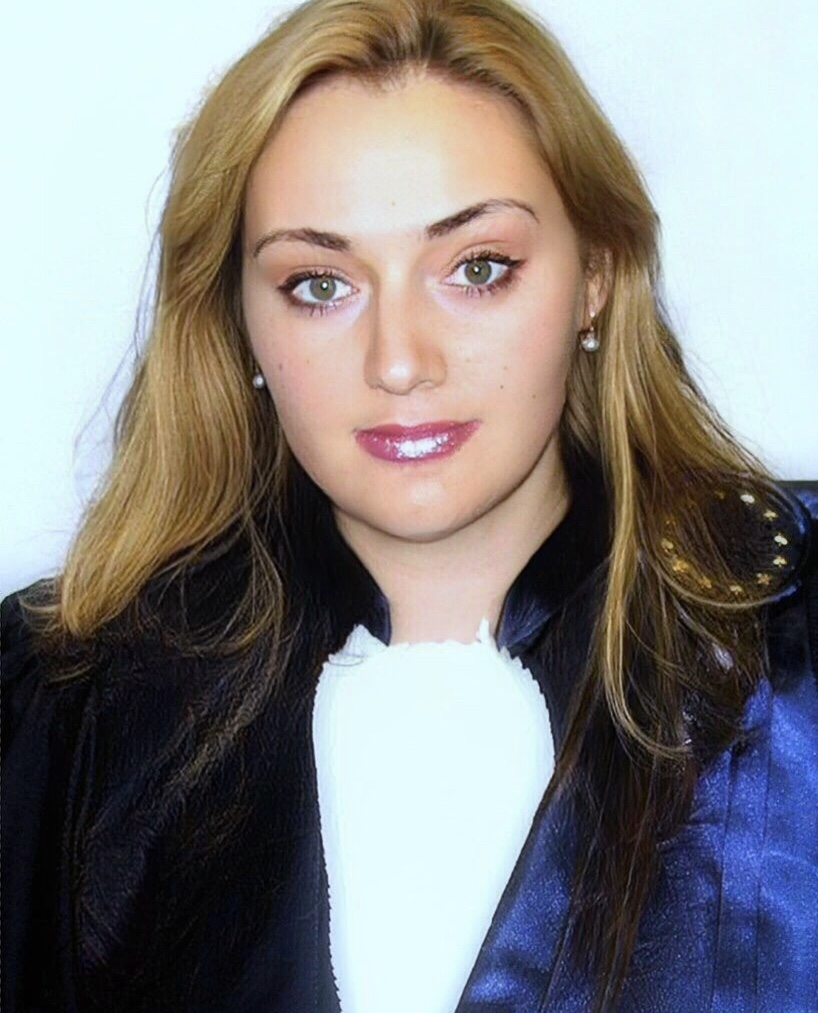
Hanna Judkiwska, 2021

Hanna Jurijiwna Judkiwska (ukrainisch Га́нна Ю́ріївна Юдкі́вська, engl. Transkription Ganna Yuriyevna Yudkivska; * 5. Juli 1973 in Kiew, Ukrainische SSR, Sowjetunion) ist eine ukrainische Juristin und ehemalige Richterin am Europäischen Gerichtshof für Menschenrechte.

## Leben und Wirken
Nach dem Studium der Rechtswissenschaften erwarb Judkiwska 2003 an der Universität Kiew ihr Diplom. Anschließend war sie in der Ukraine als Anwältin und Menschenrechtsexpertin tätig. Ab 2005 war sie auch als Anwältin vor dem Europäischen Gerichtshof für Menschenrechte tätig. 2007 erwarb sie den Titel Master in Law and European Studies an der Université Robert Schuman in Straßburg. 2008 erwarb sie von der Anwaltsakademie der Ukraine den juristischen Doktorgrad. Anschließend war sie als Dozentin in Straßburg tätig. Im April 2010 wurde sie als Nachfolgerin von Wolodymyr Butkewytsch als Vertreterin der Ukraine zur Richterin am Europäischen Gerichtshof für Menschenrechte gewählt. Sie trat ihre neunjährige Amtszeit am 15. Juni 2010 an. Seit dem 1. Februar 2017 war sie Präsidentin der Sektion IV des EGMR. Nach Ende ihrer Amtszeit wurde sie als ukrainische Vertreterin am EGMR durch Mykola Hnatowskyi ersetzt. Seit ihrem Ausscheiden aus dem EGMR ist sie in der Ukraine als Partnerin in einer Kanzlei wieder als Rechtsanwältin tätig.